# Таращанська міська рада
Тараща́нська міська́ ра́да — адміністративно-територіальна одиниця та орган місцевого самоврядування в Таращанському районі Київської області. Адміністративний центр — місто Тараща.

## Загальні відомості
- Територія ради: 36,96 км²
- Населення ради: 11 068 осіб (станом на 2015 рік)
- Територією ради протікає річка Котлуй.

## Населені пункти
Міській раді підпорядковані населені пункти:
- м. Тараща

## Склад ради
Рада складається з 30 депутатів та голови.
- Голова ради: Велієв Валерій Веліжанович
- Секретар ради: Давидчук Вячеслав Іванович

### Керівний склад попередніх скликань
| Прізвище, ім'я, по батькові | Основні відомості                                 | Дата обрання | Дата звільнення |
| --------------------------- | ------------------------------------------------- | ------------ | --------------- |
| Горобченко Микола Іванович  | Міський голова, 1954 року народження              | 26.03.2006   | 31.10.2010      |
| Велієв Валерій Веліжанович  | Міський голова, 1961 року народження, освіта вища | 31.10.2010   |                 |

Примітка: таблиця складена за даними сайту Верховної Ради України

### Депутати
За результатами місцевих виборів 2010 року депутатами ради стали:

#### За суб'єктами висування
| Суб'єкт висування                                                                    | Кількість обраних депутатів | %    |
| ------------------------------------------------------------------------------------ | --------------------------- | ---- |
| Політична партія «УДАР (Український Демократичний Альянс за Реформи) Віталія Кличка» | 9                           | 30   |
| Партія регіонів                                                                      | 6                           | 20   |
| Соціалістична партія України                                                         | 4                           | 13,3 |
| Народно-демократична партія (НДП)                                                    | 3                           | 10   |
| Політична партія Всеукраїнське об'єднання «Батьківщина»                              | 3                           | 10   |
| Комуністична партія України                                                          | 2                           | 6,7  |
| Політична партія «Сильна Україна»                                                    | 2                           | 6,7  |
| Політична партія «Нова політика»                                                     | 1                           | 3,3  |

#### За округами
| № округу                                                                             | Прізвище, ім'я, по батькові      | Дата визнання обраним | Освіта             | Партійна приналежність                                                                     | Відомості про обраного депутата                                                 |
| ------------------------------------------------------------------------------------ | -------------------------------- | --------------------- | ------------------ | ------------------------------------------------------------------------------------------ | ------------------------------------------------------------------------------- |
| Комуністична партія України                                                          |                                  |                       |                    |                                                                                            |                                                                                 |
| 1                                                                                    | Вергелес Євгеній Микитович       | 02.11.2010            | вища               | член Комуністичної партії України                                                          | Тараща ЦРЛ, медбрат                                                             |
| 13                                                                                   | Розпутній Микола Олександрович   | 02.11.2010            | вища               | член Комуністичної партії України                                                          | пенсіонер                                                                       |
| Народно-демократична партія (НДП)                                                    |                                  |                       |                    |                                                                                            |                                                                                 |
| 2                                                                                    | Петрівська Ганна Олександрівна   | 02.11.2010            | вища               | член Народно-демократичної партії (НДП)                                                    | приватний підприємець                                                           |
| 3                                                                                    | Гуляніцький Володимир Петрович   | 02.11.2010            | вища               | член Народно-демократичної партії (НДП)                                                    | пенсіонер                                                                       |
| 4                                                                                    | Тимошенко Сергій Васильович      | 02.11.2010            | вища               | член Народно-демократичної партії (НДП)                                                    | Агротехнічний коледж, викладач                                                  |
| Партія регіонів                                                                      |                                  |                       |                    |                                                                                            |                                                                                 |
| б/м                                                                                  | Дроздівський Сергій Григорович   | 02.11.2010            | вища               | член Партії регіонів                                                                       | пенсіонер                                                                       |
| б/м                                                                                  | Вівдич Олександр Васильович      | 02.11.2010            | вища               | член Партії регіонів                                                                       | Приватне підприємство «Вівдич», директор                                        |
| б/м                                                                                  | Рибченко Віталій Васильович      | 02.11.2010            | вища               | член Партії регіонів                                                                       | ТОВ «Формат — МД», виконавчий директор                                          |
| б/м                                                                                  | Оліфер Олег Юрійович             | 02.11.2010            | середня            | член Партії регіонів                                                                       | ТОВ "Рем -Буд -Інвест ", директор                                               |
| 10                                                                                   | Горбуненко Світлана Іванівна     | 02.11.2010            | вища               | член Партії регіонів                                                                       | КП «Таращаблагоустрій», директор                                                |
| 12                                                                                   | Бабієнко Валентина Павлівна      | 02.11.2010            | вища               | член Партії регіонів                                                                       | м/рада, секретар                                                                |
| Політична партія Всеукраїнське об'єднання «Батьківщина»                              |                                  |                       |                    |                                                                                            |                                                                                 |
| б/м                                                                                  | Ратушна Оксана Вікторівна        | 02.11.2010            | вища               | позапартійна                                                                               | Таращанська редакція радіомовлення, редактор                                    |
| б/м                                                                                  | Коваль Зінаїда Володимирівна     | 02.11.2010            | вища               | член Всеукраїнського об'єднання «Батьківщина»                                              | Рада с/г підприємств Таращанського району, інспектор по заготівлі с/г продукції |
| 11                                                                                   | Телющенко Анатолій Павлович      | 02.11.2010            | вища               | член Всеукраїнського об'єднання «Батьківщина»                                              | р/рада відділ з упр. Комун. майном, секретар                                    |
| Політична партія «Нова політика»                                                     |                                  |                       |                    |                                                                                            |                                                                                 |
| 8                                                                                    | Гайдамака Олег Іванович          | 02.11.2010            | вища               | член Політичної партії «Нова політика»                                                     | ПП «Гайдамака», директор                                                        |
| Політична партія «Сильна Україна»                                                    |                                  |                       |                    |                                                                                            |                                                                                 |
| б/м                                                                                  | Дубіцький Юрій Борисович         | 02.11.2010            | вища               | член Політичної партії «Сильна Україна»                                                    | ТЕРР «Архпроект», директор                                                      |
| б/м                                                                                  | Товстенко Андрій Павлович        | 02.11.2010            | вища               | член Політичної партії «Сильна Україна»                                                    | ПАКТТБ «Приватбанк», начальник відділення                                       |
| Політична партія «УДАР (Український Демократичний Альянс за Реформи) Віталія Кличка» |                                  |                       |                    |                                                                                            |                                                                                 |
| б/м                                                                                  | Ткаченко Анатолій Борисович      | 02.11.2010            | вища               | член Політичної партії «УДАР (Український Демократичний Альянс за Реформи) Віталія Кличка» | приватне підприємство, директор                                                 |
| б/м                                                                                  | Письменний Віктор Платонович     | 02.11.2010            | вища               | член Політичної партії «УДАР (Український Демократичний Альянс за Реформи) Віталія Кличка» | пенсіонер                                                                       |
| б/м                                                                                  | Навроцький Михайло Володимирович | 02.11.2010            | середня спеціальна | член Політичної партії «УДАР (Український Демократичний Альянс за Реформи) Віталія Кличка» | тимчасово не працює                                                             |
| б/м                                                                                  | Замачковська Любов Михайлівна    | 02.11.2010            | середня спеціальна | член Політичної партії «УДАР (Український Демократичний Альянс за Реформи) Віталія Кличка» | Таращанський РВГУМВС України в Київській обл., кухар                            |
| б/м                                                                                  | Письменний Олег Вікторович       | 02.11.2010            | вища               | член Політичної партії «УДАР (Український Демократичний Альянс за Реформи) Віталія Кличка» | приватне підприємство, директор                                                 |
| 5                                                                                    | Іванченко Юрій Леонтійович       | 02.11.2010            | вища               | член Політичної партії «УДАР (Український Демократичний Альянс за Реформи) Віталія Кличка» | пенсіонер                                                                       |
| 6                                                                                    | Бондаренко Ігор Павлович         | 02.11.2010            | вища               | член Політичної партії «УДАР (Український Демократичний Альянс за Реформи) Віталія Кличка» | Ветлікарня, начальник ветлікарні                                                |
| 7                                                                                    | Давидчук В'ячеслав Іванович      | 02.11.2010            | вища               | член Політичної партії «УДАР (Український Демократичний Альянс за Реформи) Віталія Кличка» | Агротехколедж, викладач                                                         |
| 15                                                                                   | Куберський Сергій Анатолійович   | 02.11.2010            | вища               | член Політичної партії «УДАР (Український Демократичний Альянс за Реформи) Віталія Кличка» | тимчасово не працює                                                             |
| Соціалістична партія України                                                         |                                  |                       |                    |                                                                                            |                                                                                 |
| б/м                                                                                  | Кириленко Петро Дмитрович        | 02.11.2010            | середня            | член Соціалістичної партії України                                                         | приватний підприємець                                                           |
| б/м                                                                                  | Гнатівська Лідія Іванівна        | 02.11.2010            | вища               | член Соціалістичної партії України                                                         | загальноосвітня школа I-III ст. № 2 м. Таращі, вчитель                          |
| 9                                                                                    | Крикун Василь Стратонович        | 02.11.2010            | середня            | член Соціалістичної партії України                                                         | пенсіонер                                                                       |
| 14                                                                                   | Мосієнко Віталій Борисович       | 02.11.2010            | середня спеціальна | член Соціалістичної партії України                                                         | Газбудсервіс, гол.бухгалтер                                                     |